# GLAM (cultura)
GLAM é um acrônimo para "galerias, bibliotecas, arquivos e museus", e se refere a instituições culturais que têm como missão fornecer acesso ao conhecimento. Os GLAMs coletam e mantêm materiais de patrimônio cultural de interesse público. Como instituições de coleta, os GLAMs preservam e tornam acessíveis aos pesquisadores fontes primárias.
As versões da sigla incluem GLAMR, que especifica o gerenciamento que se faz de Registros, e LAM, que não especificava as Galerias, talvez por serem consideradas como um subconjunto de museus ou então por ser possível confundir galeria com estabelecimentos comerciais onde se vende e compra obras de arte.
Como abreviatura, LAM é usada desde a década de 1990. Ela surgiu à medida que várias instituições viam suas missões sobrepostas, criando a necessidade de um grupo mais amplo do setor industrial. Isso ficou visível quando eles colocaram suas coleções online - obras de arte, livros, documentos e artefatos, tornando-se efetivamente "recursos de informação". O trabalho de disponibilizar as coleções do setor GLAM online é apoiado pelo GLAM Peak na Austrália e o National Digital Forum na Nova Zelândia.
Os defensores de uma maior colaboração entre as instituições depositárias argumentam que a convergência atual é, na verdade, um retorno à unidade tradicional. Essas instituições compartilham ligações epistemológicas que datam do "Museu" de Alexandria e que permaneceram através dos gabinetes de curiosidades reunidos no início da Europa moderna. Com o tempo, à medida que as coleções se expandiram, elas se especializaram e foram separadas de acordo com o tipo de informação que continham e de usuários que atendiam. Além disso, durante os séculos XIX e XX, sociedades científicas de profissionais e cursos educacionais distintos se desenvolveram para cada tipo de instituição.